# Osvald Döbert
Osvald Döbert (15. prosince 1917 Louny – 16. června 1999 Praha) byl český architekt, urbanista a pedagog.

## Život a profesní kariéra
V letech 1938–1941  studoval Döbert na Umělecko-průmyslové škole v Praze. Působil v Chlumci nad Cidlinou a v letech 1949–1965 pracoval jako hlavní architekt státní projekční organizace Stavoprojekt v Mladé Boleslavi. Spolu s Jaroslavem Kosíkem a Františkem Řezáčem (1924–1992) zde v roce 1959 projektoval přestavbu tehdejší třídy Lidových milicí. 
Způsob jejího provedení však vyvolal rozporuplné reakce. V první polovině 60. let kritizovali památkáři jeho snahu proniknout s panelovými domy až do centra Mladé Boleslavi. Döbert se také projekčně podílel na výstavbě Severního sídliště a sídliště Rozvoj.
V letech 1965–1971 působil Döbert jako náměstek na ministerstvu techniky, pak až do roku 1982 jako architekt na Pražském hradu. Zde byl autorem úprav a rekonstrukcí Španělského sálu, Salmovského paláce a západního křídla Hradu. V letech 1971–1977 působil jako externí pedagog na Vysokém učení technickém v Brně a 1977–1982 v téže funkci na Akademii výtvarných umění v Praze.
Döbert je autorem dvou publikací:
- Od fantazie ke skutečnosti, Orbis, Praha 1965, 83 str.
- Deset z tisíce, Středočeské nakladatelství a knihkupectví, Praha 1974 (s Karlem Neubertem a Ladislavem Neubertem), 103 str.